# Elitserien 1978/79
Die Elitserien-Saison 1978/79 war die vierte Spielzeit der schwedischen Elitserien. Schwedischer Meister wurde zum ersten Mal in der Vereinsgeschichte der MoDo AIK, während Aufsteiger Örebro IK direkt wieder in die zweite Liga abstieg. 

## Reguläre Saison

### Modus
Die zehn Mannschaften der Elitserien spielten zunächst in 36 Saisonspielen gegeneinander. Während sich die ersten vier Mannschaften für die Play-offs qualifizierten, stieg der Letztplatzierte direkt in die Division I ab und der Vorletzte musste in der Kvalserien um den Klassenerhalt gegen die besten Zweitligisten antreten. Für einen Sieg erhielt jede Mannschaft zwei Punkte, bei einem Unentschieden gab es ein Punkt und bei einer Niederlage null Punkte. 

### Abschlusstabelle
|     | Klub               | Sp | S  | U | N  | T   | GT  | Punkte |
| --- | ------------------ | -- | -- | - | -- | --- | --- | ------ |
| 1.  | MoDo AIK           | 36 | 24 | 5 | 7  | 169 | 101 | 53     |
| 2.  | Färjestad BK       | 36 | 19 | 6 | 11 | 153 | 122 | 44     |
| 3.  | Djurgårdens IF     | 36 | 20 | 2 | 14 | 178 | 140 | 42     |
| 4.  | Leksands IF        | 36 | 19 | 4 | 13 | 150 | 131 | 42     |
| 5.  | Västra Frölunda IF | 36 | 18 | 4 | 14 | 157 | 129 | 40     |
| 6.  | Skellefteå AIK     | 36 | 16 | 3 | 17 | 129 | 142 | 35     |
| 7   | Brynäs IF          | 36 | 15 | 5 | 16 | 133 | 148 | 35     |
| 8.  | AIK                | 36 | 13 | 7 | 16 | 133 | 137 | 33     |
| 9.  | IF Björklöven      | 36 | 8  | 7 | 21 | 111 | 157 | 23     |
| 10. | Örebro IK          | 36 | 3  | 7 | 26 | 95  | 201 | 13     |

Sp = Spiele, S = Siege, U = unentschieden, N = Niederlagen, OTS = Overtime-Siege, OTN = Overtime-Niederlage, SOS = Penalty-Siege, SON = Penalty-Niederlage

## Play-offs
Die Play-offs wurden im Modus „Best-of-Three“ ausgetragen.

### Turnierbaum
|  | Halbfinale | Halbfinale     | Halbfinale |  |  | Finale | Finale         | Finale |
|  |            |                |            |  |  |        |                |        |
|  |            |                |            |  |  |        |                |        |
|  | 1          | MoDo AIK       | 2          |  |  |        |                |        |
|  | 4          | Leksands IF    | 1          |  |  |        |                |        |
|  |            |                |            |  |  | 1      | MoDO AIK       | 2      |
|  |            |                |            |  |  | 3      | Djurgårdens IF | 1      |
|  | 2          | Färjestad BK   | 1          |  |  |        |                |        |
|  | 3          | Djurgårdens IF | 2          |  |  |        |                |        |
|  |            |                |            |  |  |        |                |        |

### Schwedischer Meister
| Schwedischer Meister MoDo AIK | Torhüter: Peter Holmqvist, Sune Ödling Verteidiger: Sture Andersson, Jan Eriksson, Robert Frestadius, Ulf Ingvarsson, Tomas Jonsson, Hannu Niemi, Jan Nyman Angreifer: Ulf Hansson, Mikko Leinonen, Roger Lindström, Assar Lundgren, Per Lundqvist, Leif Maght, Lars Molin, Per Nilsson, Ulf Norberg, Lars Nyberg, Tommy Själin, Malte Steen, Ulf Thors Cheftrainer: Tommy Sandlin |

## All-Star-Team
| Tor          | Pelle Lindbergh (Hammarby)  | Pelle Lindbergh (Hammarby)  | Pelle Lindbergh (Hammarby)  | Pelle Lindbergh (Hammarby) | Pelle Lindbergh (Hammarby) | Pelle Lindbergh (Hammarby) |
| Verteidigung | Tomas Jonsson (MODO Hockey) | Tomas Jonsson (MODO Hockey) | Tomas Jonsson (MODO Hockey) | Mats Waltin (Djurgården)   | Mats Waltin (Djurgården)   | Mats Waltin (Djurgården)   |
| Sturm        | Mats Näslund (Brynäs)       | Mats Näslund (Brynäs)       | Leif Holmgren (AIK)         | Leif Holmgren (AIK)        | Anders Kallur (Djurgården) | Anders Kallur (Djurgården) |

## Auszeichnungen
- Guldpucken (bester schwedischer Spieler) – Anders Kallur, Djurgårdens IF